# Андраш Радо
Андраш Радо (угор. András Radó; 9 вересня 1993, Папа) — угорський футболіст, півзахисник клубу «Вашаш».

## Клубна кар'єра
Вихованець юнацьких команд футбольних клубів «Папа» та «Галадаш». У складі останньогго і дебютував в основі в 2011 році. 
З 2015 по 2017 захищав кольори столичного «Ференцвароша».
Влітку 2017 Андраш перейшов до команди «Академія Пушкаша», де провів два сезони.
З 2019 по 2020 роки захищав кольори команди «Залаегерсег».
Наразі захищає кольори футбольного клубу  «Вашаш».

## Виступи за збірні
Протягом 2012–2015 років залучався до складу молодіжної збірної Угорщини. На молодіжному рівні зіграв у 9-ти офіційних матчах.

## Титули і досягнення

### Командні
«Ференцварош»
- Чемпіон Угорщини (1): 2015—2016
- Суперкубок Угорщини (1): 2015
- Кубок Угорщини (2): 2016, 2017

### Особисті
- Найкращий бомбардир Чемпіонату Угорщини (1):

«Залаегерсег»: 2019—2020 (13)